# ハンス・フォン・シュプレーティ＝ヴァイルバッハ

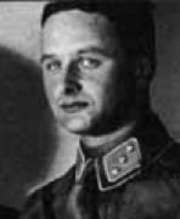
1933年のハンス・フォン・シュプレーティ＝ヴァイルバッハ。

ハンス・エルヴィン・フォン・シュプレーティ＝ヴァイルバッハ伯爵（Hans Erwin Graf von Spreti-Weilbach 、1908年9月24日‐1934年6月30日）は、ドイツの政治家。国家社会主義ドイツ労働者党（ナチ党）の組織突撃隊（SA）の隊員。突撃隊大佐。突撃隊幕僚長エルンスト・レームの副官。長いナイフの夜の際に粛清された。

## 略歴
カールスルーエ出身。ギムナジウムを出た後、ヴァイエンシュテファン(Weihenstephan)の農業・醸造王立研究所やミュンヘン工科大学に入って農業を学ぶ。1932年に農学士の試験に合格。
1920年代終わり頃にナチ党と突撃隊に参加している。1931年に突撃隊幕僚長エルンスト・レームの副官となる。レームと同性愛の関係の醜聞があった。1933年3月に突撃隊大佐（SA-Standartenführers）に昇進。
ナチ党政権掌握後、突撃隊幹部の粛清を決意したアドルフ・ヒトラーは、1934年6月28日にレームやフォン・シュプレーティ＝ヴァイルバッハ他突撃隊幹部に対して会合を提案してバート・ヴィースゼー（Bad Wiessee）に呼び集めた。1934年6月30日5時30分頃にヒトラー自らが率いる親衛隊隊員たちがここに到着し、レームともども逮捕され、シュターデルハイム刑務所(Justizvollzugsanstalt München in der Stadelheimer Straße)へ投獄された。ヒトラーはレームの処刑についてはしばらく悩み、処刑を翌日まで許可しなかったが、フォン・シュプレーティ＝ヴァイルバッハら他の突撃隊幹部の処刑は許可した。夕方、ヨーゼフ・ディートリヒら「ライプシュタンダルテ・アドルフ・ヒトラー」部隊員が現れ、アウグスト・シュナイトフーバー、ヴィルヘルム・シュミット、ペーター・フォン・ハイデブレック、エドムント・ハイネス、ハンス・ハインの5名とともに中庭へ連れて行かれて銃殺された。
彼の両親は遺骨の入ったツボを受け取ることを認められ、フォン・シュプレーティ・ヴァイルバッハ伯爵家の墓に葬られた。